# Mammillaria pilispina
Mammillaria pilispina är en kaktusväxtart som beskrevs av J.A. Purpus. Mammillaria pilispina ingår i släktet Mammillaria och familjen kaktusväxter. Inga underarter finns listade i Catalogue of Life.